# 오리카베촌
오리카베촌(折壁村)은 1955년까지 이와테현 히가시이와이군에 존속했던 촌이다.

## 연혁
- 1889년 4월 1일 - 정촌제 시행과 함께 히가시이와이군 오리카베촌이 성립하였다.
- 1955년 4월 1일 - 야고시촌 및 오쓰보촌 일부를 합병해 무로네촌이 되었다.

## 참고 서적
- 『이와테현 정촌 합병지』(이와테현 총무부 지방과, 1957년)

## 교통

### 철도
- 일본국유철도
  - 오후나토선